# Vintersorg
Vintersorg je švedska glasbena skupina, ki je nastala leta 1994 pod imenom Vargatron (volčji prestol).
Po nekaj spremembah v zasedbi je skupina razpadla in leta 1996 se je Vintersorg (Andreas Hedlund), vodja, pevec in kitarist skupine, odločil sam nadaljevati glasbeno pot. Leta 1998 je izdal prvi samostojni singel Hedniskhjartadin, istega leta pa je izdal še album Till fjalls. Leta 1999 je izdal album Odemarkens son. Na oba albuma je vplivala folk glasba.
Z albumom Cosmic genesis je zasedbi dodal stalnega člana Mattiasa Marklunda, s katerim je prej skupaj igral 10 let. Na tem albumu se je dotaknil tem, kot so vesolje, človek ter iskanje smisla in znanja. Pri naslednjem albumu, Visions from the spiral generator, sta se mu v studiu pridružila bobnar Asgeir Mickelson (Borknagar, Lunaris, Spiral architect) in basist Steve Digiorgio (Death, Testament, Sadus).

## Zasedba

### Trenutna zasedba
- Vintersorg / Andreas Hedlund (vokal, kitara, klaviature)
- Mattias Marklund (kitara)

### Bivši člani
- Tyr / Jan Erik Torgersen) - (bas kitara)
- Steve DiGiorgio - (bas kitara)
- Asgeir Mickelson - (bobni)
- Lars Are Nedland (spremljajoči vokal)
- Benny Hägglund (bobni)
- Johan Lindgren (bas kitara)

## Diskografija
- Hedniskhjärtad — 1998 (EP)
- Till Fjälls — 1998
- Ödemarkens Son — 1999
- Cosmic Genesis — 2000
- Visions From The Spiral Generator — 2002
- The Focusing Blur — 2004
- Solens rötter — 2007
- Jordpuls — 2011